# ي. س. وونغ
ي. س. وونغ (بالإنجليزية: Y. C. Wong)‏ هو مهندس معماري أمريكي، ولد في 1921، وتوفي في 2000.